# Jovens provençais no poço
Jovens provençais no poço (em língua francesa: Jeunes Provençales au puits (décoration pour un panneau dans la pénombre)) é uma pintura a óleo sobre tela realizada pelo artista francês Paul Signac em 1892. Este trabalho mostra duas jovens de Provença, Saint-Tropez, a tirar água de um poço. A pintura esteve exposta no "Salon des Indépendants" de 1893. Este trabalho, pela sua grande dimensão, sugere o interesse de Signac pelas pinturas de paisagens mais clássicas, e marca o revivalismo da arte decorativa pública, em voga na década de 1890. As cores desta pintura em orientação vertical são vivas e brilhantes; as sombras mostram-se estilizadas, e a linha de costa, que divide a pintura diagonalmente, é abstracta. Jovens provençais no poço transmite o clima temperado da região da Provença, para onde Signac foi depois de ter saído de Paris em 1892, desiludido pela pouca presença do movimento mais vanguardista do Neo-impressionismo, e pelo surgimento da violência anarquista e queda de governos.